# 2021 en sport
| Années du cyclisme : 2018 - 2019 - 2020 - 2021 - 2022 - 2023 - 2024    |
| Décennies du cyclisme : 1990 - 2000 - 2010 - 2020 - 2030 - 2040 - 2050 |

La pandémie du Covid-19 a provoqué à partir du mois de mars 2020 l'arrêt de toutes les compétitions sportives prévues dans l'année, puis leur report : les Jeux olympiques d'été de 2020 et l'Euro 2020 de football, se sont ainsi tous deux déroulés en 2021.

## Principaux événements sportifs de l'année 2021

### Par dates(date de début)

#### Janvier 2021
- Du 3 au 15 janvier : 43e édition du Rallye Dakar en Arabie saoudite.
- Du 13 au 31 janvier : 27e édition du championnat du monde masculin de handball en Égypte.
- Du 29 au 31 janvier : 50e édition des championnats du monde de luge à Königssee en Allemagne.
- Du 21 au 24 janvier : 89e édition du Rallye automobile Monte-Carlo à Monaco et en France.

#### Février 2021
- Du 1er au 14 février : 65e édition des championnats du monde IBSF 2021 à Altenberg en Allemagne
- Du 6 février au 26 mars : 127e édition du Tournoi des Six Nations 2021 en Europe.
- Le 7 février : Super Bowl LV en Floride aux États-Unis.
- Du 8 au 21 février : 46e édition des championnats du monde de ski alpin 2021 à Cortina d'Ampezzo, en Italie.
- Du 8 au 21 février : 109e édition de l'Open d'Australie à Melbourne en Australie.
- Du 9 au 12 février : 14e édition des championnats du monde de snowboard 2021 à Idre Fjäll en Suède pour les épreuves de snowboardcross.
- Du 9 au 12 février : 54e édition du championnat du monde juniors de combiné nordique 2021 à Lahti, en Finlande.
- Du 10 au 21 février : 57e édition des championnats du monde de biathlon 2021 à Pokljuka, en Slovénie.
- Du 10 au 13 février : 18e édition des championnats du monde de ski acrobatique 2021 à Idre Fjäll en Suède pour les épreuves de skicross.
- Du 22 février au 7 mars : 53e édition des championnats du monde de ski nordique 2021 à Oberstdorf en Allemagne.

#### Mars 2021
- Du 1er au 2 mars : 14e édition des championnats du monde de snowboard 2021 à Rogla, en Slovénie pour les épreuves de snowboard alpin.
- Du 4 au 7 mars : 36e édition des championnats d'Europe d'athlétisme en salle 2021 à Toruń, en Pologne.
- Du 5 au 7 mars : 45e édition des Championnats du monde de patinage de vitesse sur piste courte 2021 à Dordrecht aux Pays-Bas.
- Du 7 au 14 mars : 79e édition Paris-Nice en France.
- Du 8 au 11 mars : 18e édition des championnats du monde de ski acrobatique 2021 à Almaty au Kazakhstan pour les épreuves de bosses et de sauts.
- Du 10 au 16 mars : 14e édition des championnats du monde de snowboard 2021 à Aspen aux États-Unis pour les épreuves de freestyle (big air, half-pipe, slopestyle).
- Du 10 au 16 mars : 18e édition des championnats du monde de ski acrobatique 2021 à Aspen aux États-Unis pour les épreuves de freeski (big air, half-pipe, slopestyle).
- Le 20 mars : 112e édition de Milan-San Remo en Italie.
- Le 28 mars :  début de la 73e édition du championnat du monde de vitesse moto 2021

#### Avril 2021
- Du 3 au 11 avril : 99e édition des championnats d'Europe d'haltérophilie 2021 à Moscou en Russie.
- Du 11 au 18 avril : 51e édition du Masters de Monte-Carlo à Roquebrune-Cap-Martin en France.
- Du 16 au 18 avril : 35e édition des championnats d'Europe de judo 2021 à Lisbonne au Portugal.
- Du 17 avril au 3 mai : 87e édition du championnat du monde de snooker 2021  au Crucible Theatre de Sheffield.
- Du 21 au 25 avril : 9e édition des championnats d'Europe de gymnastique artistique 2021 à Bâle en Suisse.
- Du 30 avril au 2 mai : 46e édition de la Coupe d'Europe des clubs de basket-ball en fauteuil roulant 2021 à Wetzlar en Allemagne.
- Du 30 avril au 9 mai : 42e édition du championnat du monde féminin de curling 2021 à Calgary au Canada.

#### Mai 2021
- Du 8 au 30 mai : 104e édition du Tour d'Italie.
- Du 22 mai au 20 juillet : Playoffs NBA 2021 aux États-Unis et au Canada.
- Du 25 au 28 mai : 16e édition des championnats du monde de gymnastique aérobic 2021 à Bakou en Azerbaïdjan
- Du 30 mai au 13 juin : 120e édition du Tournoi de Roland-Garros à Paris.
- Du 31 mai au 6 juin : 23e édition du championnat d'Europe de football espoirs 2021 en Hongrie et en Slovénie.

#### Juin 2021
- Du 7 au 15 juin : 63e édition des championnats du monde de pentathlon moderne 2021 au Caire en Égypte.
- Du 11 juin au 11 juillet : 16e édition du championnat d'Europe de football 2020 en Allemagne, en Angleterre, en Azerbaïdjan, au Danemark, en Écosse, en Espagne, en Hongrie, en Italie, aux Pays-Bas, en Roumanie et en Russie (reporté en raison de la pandémie de Covid-19).
- Du 13 juin au 11 juillet : 47e édition de la Copa América 2021 au Brésil.
- Du 17 au 27 juin : 38e édition du championnat d'Europe féminin de basket-ball 2021 en Espagne et en France.
- Le 20 juin : 61e édition du Grand Prix automobile de France sur le  Circuit Paul-Ricard au Castellet dans le département du Var.
- Du 22 au 27 juin : 40e édition des championnats d'Europe de tennis de table 2020 à Varsovie en Pologne (reporté en raison de la pandémie de Covid-19).
- Du 25 au 27 juin : 133e édition des championnats de France d'athlétisme 2021 à Angers
- Du 26 juin au 18 juillet : 108e édition du Tour de France
- Du 28 juin au 11 juillet : 134e édition du Tournoi de Wimbledon en Angleterre.

#### Juillet 2021
- Du 2 juillet au 11 juillet : 32e édition du Tour d'Italie féminin 2021
- Du 3 au 11 juillet : 15e édition de la coupe du monde masculine de basket-ball des moins de 19 ans 2021 à Riga et Daugavpils en Lettonie.
- Du 14 au 21 juillet : 37e édition du championnat du monde féminin de squash 2020-2021 à Chicago aux États-Unis.
- Du 14 au 22 juillet : 45e édition du championnat du monde masculin de squash 2020-2021 à Chicago aux États-Unis.
- Du 23 juillet au 15 août : Jeux de la XXXIIe olympiade de l'ère moderne, initialement prévus en juillet/août 2020 (reporté en raison de la pandémie de Covid-19).

#### Août 2021
- Du 9 au 15 août : 78e Tour de Pologne 2021.
- Du 14 août au 5 septembre : 76e édition du Tour d'Espagne.
- Du 18 août au 22 août : 18e édition des championnats du monde juniors d'athlétisme 2021 à Nairobi, au Kenya
- Du 18 août au 4 septembre : 32e édition du championnat d'Europe féminin de volley-ball à Belgrade en Serbie, Cluj-Napoca en Roumanie, Plovdiv en Bulgarie et à Zadar en Croatie.
- Du 19 août au 29 août : 21e édition de la coupe du monde de beach soccer 2021 à Moscou, en Russie.
- Du 20 août au 31 août : 22e édition du championnat du monde féminin de hockey sur glace 2021 à Calgary au Canada.
- Du 21 août au 22 août : 25e édition des championnats du monde de BMX 2021 à Papendal, aux Pays-Bas.
- Du 24 août au 5 septembre : XVIes Jeux paralympiques d'été, initialement prévus en août/septembre 2020 (reporté en raison de la pandémie de Covid-19).
- Du 30 août au  12 septembre : 138e édition de l'US Open de tennis 2021 à Flushing Meadows aux États-Unis.

#### Septembre 2021
- Du 1er au 17 septembre : 32e Championnat d'Europe masculin de volley-ball en Estonie, en Finlande, en Pologne et en Tchéquie.
- Du 8 septembre au 12 septembre : Championnat d'Europe de cyclisme sur route 2021 à Trente en Italie.
- Du 12 septembre au 3 octobre : 9e coupe du monde de futsal en Lituanie.
- Du 16 au 19 septembre : Championnats du monde de course en ligne de canoë-kayak à Copenhague, au Danemark
- Du 18 au 26 septembre : Championnats du monde de cyclisme sur route 2021 en Flandre (Belgique).
- Du 22 au 26 septembre : Championnats du monde de descente de canoë-kayak et de slalom à Bratislava, en Slovaquie.
- Du 26 au 3 octobre : 28e édition des championnats du monde de marathon (canoë-kayak) 2021 à Bascov, commune de Pitești en Roumanie.

#### Octobre 2021
- Du 2 au 10 octobre : 70e championnats du monde de lutte à Oslo en Norvège.
- Du 15 octobre au 19 novembre : 32e coupe du monde de rugby à XIII en Angleterre.
- Du 18 au 24 octobre : 50e championnats du monde de gymnastique artistique à Kitakyūshū au Japon.
- Du 20 au 24 octobre : 111e championnats du monde de cyclisme sur piste à Roubaix en France.
- Du 26 au 6 novembre : 21e édition des championnats du monde de boxe amateur 2021 à Belgrade, en Serbie.
- Du 27 au 31 octobre : 38e édition des championnats du monde de gymnastique rythmique 2021 à Kitakyūshū au Japon.

#### Novembre 2021
- Le 7 novembre : départ du Havre de la 15e édition de la Transat Jacques-Vabre.
- Du 10 au 17 novembre : 49e édition des Masters de tennis féminin 2021 à Guadalajara et non à Shenzhen en raison de la pandémie de Covid-19.
- Du 12 au 21 novembre : 55e édition des championnats du monde de pétanque 2021 à Santa Susanna en Espagne.
- Du 14 au 21 novembre : 52e édition de l'ATP Finals à Turin en Italie.
- Du 25 novembre au 5 décembre : phases finales de la 109e édition de la Coupe Davis 2020-2021 à Madrid en Espagne, à Turin en Italie et à Innsbruck en Autriche.

#### Décembre 2021
- Du 1er au 19 décembre : Championnat du monde féminin de handball 2021 en Espagne.
- Du 4 au 12 décembre : Championnat d'Europe masculin de basket-ball en fauteuil roulant 2021 à Madrid en Espagne.
- Du 5 au 12 décembre : Championnat d'Europe féminin de basket-ball en fauteuil roulant 2021 à Madrid en Espagne.
- Du 7 au 17 décembre : Championnats du monde d'haltérophilie 2021 à Tachkent, en Ouzbékistan.
- Du 16 au 21 décembre : Championnats du monde de natation en petit bassin 2021, à Abou Dabi, aux Émirats arabes unis.

### Rugby à XIII
- 20 juin : à Toulouse, Lézignan remporte le Championnat de France face à Carcassonne 16-12.

## Principaux décès
- Bernard Tapie, dirigeant de club français.
- Gerd Müller, footballeur allemand.
- Hubert Auriol, pilote français.
- Jean-Pierre Adams, footballeur français.
- René Malleville, personnalité médiatique française.
- Christophe Revault, footballeur français.
- Robert Marchand, cycliste et centenaire français.
- Jimmy Greaves, footballeur anglais.
- Jacques Zimako, footballeur français.
- Hugo Maradona, footballeur argentin.
- Sam Jones, joueur de basket-ball américain.
- Elgin Baylor, joueur de basket-ball américain.
- Mark Eaton, joueur de basket-ball américain.
- Jacques Rogge, dirigeant sportif.